# Pápulas urticarias pruriginosas y placas de embarazo
Pápulas urticarias pruriginosas y placas de embarazo (PUPPE), conocida en el Reino Unido como erupciones polimórfica de embarazo (PPE) son unas colmenas crónicas tipo erupción que afecta a algunas mujeres durante el embarazo. A pesar de ser extremadamente molestoso para una paciente (debido a la comezón), no presenta algún riesgo de largo plazo para la madre o el feto. PUPPE frecuentemente empieza en el abdomen y se extiende a las piernas, pies, brazos, pecho y cuello.
Distensión de la piel (estrías) es un síntoma común en PUPPE, el cual es más común en madres con mediciones de fondo largas y/o quienes están llevando criaturas grandes, gemelos, y trillizos. Las pápulas y las placas a menudo primero aparecen dentro de las marcas de estría.
Ciertos estudios revelan que esta condición es más frecuente en las mujeres embarazadas con un niño, a pesar de que ninguna búsqueda formal ha comprobado esto.  La estadística cita que el 70% de los casos de PUPPE se encuentran en mujeres embarazadas de niños y no niñas. 
PUPPE ocurre en aproximadamente 1 de cada 200 embarazos y no es siempre fácil de diagnosticar.[cita requerida]

## Causa
La causa de la condición es generalmente desconocida. Hay una conexión entre las erupciones de PUPPE y la ingesta de productos lácteos. Cuando algunas mujeres paran de beber lácteos, la comezón y las erupciones se detienen.  Esta condición de piel ocurre más en los primeros embarazos, en el tercer trimester y es más probable con embarazos múltiples (más tan con trillizos que con gemelos o bebes solos).
Además de aparentes conexiones adicionales con la hipertensión e inducción de parto, no hay diferencia observada en el resultado del embarazo para madres o sus criaturas.

## Tratamiento
Aminorar los síntomas durante el embarazo se recurre a la aplicación de cremas o u otros ungüentos, principalmente. Cremas de corticosteroide clase I o II se utilizan en los casos más severos. Tratamientos de pastillas (sistémicos) de corticosteroides se reservan para pacientes con síntomas extremos —un doctor pesa los beneficios a una mujer embarazada que ingiere corticosteroides de alta potencia en contra de los posibles (y mayormente desconocidos) riesgos al feto y su desarrollo. En casos extremadamente raros, cuando es inusualmente persistente y afligiente, algunas mujeres han tenido que llegar a ser inducidas lo más pronto posible (alrededor de 37 semanas).
Antihistaminas pueden ser prescritas para proporcionar alivio de la comezón, a pesar de que éstas son generalmente consideradas mucho menos eficaces que los tratamientos de corticosteroides, y puede servir poco más que una pastilla de sueño.
Jabónes de alquitrán/de pino puede traer alivio al igual que mantener la piel fría por medio de una ducha fría o telas enfriadas. 
En la mayoría de los casos, PUPPE se resuelve espontáneamente dentro de una semana después del parto. Aun así, unas cuantas mujeres continúan experimentando síntomas mucho tiempo después.

## Imágenes

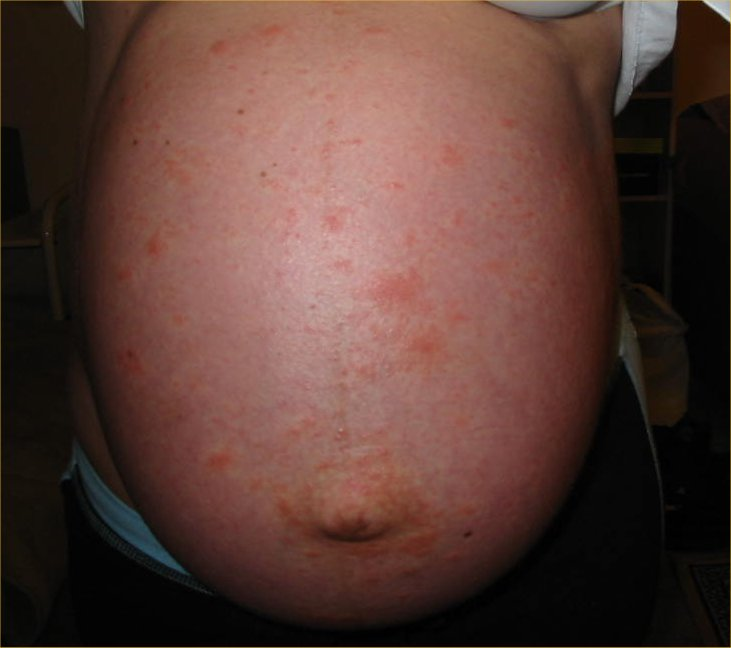
Vista de frente de abdomen
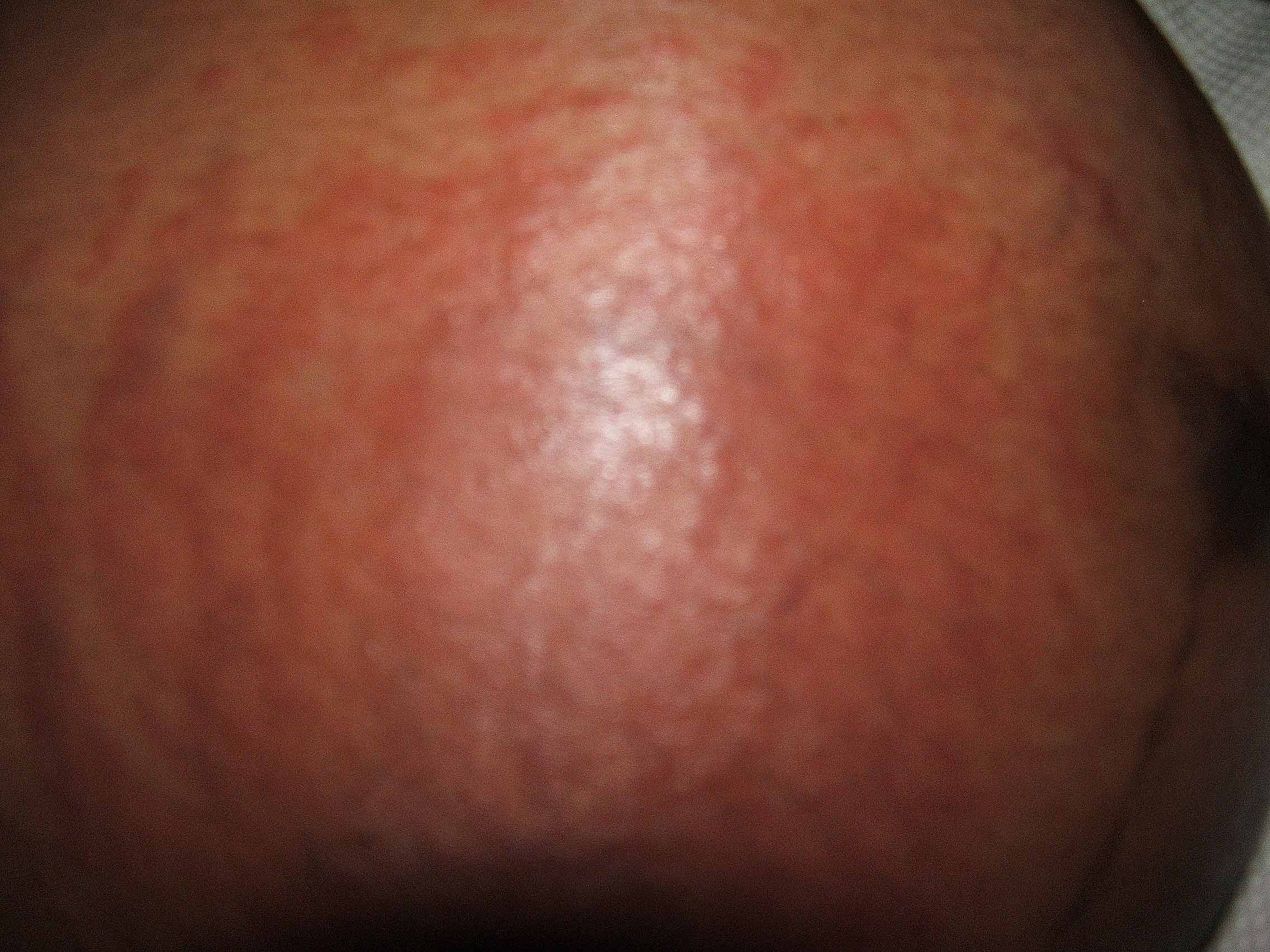
Vista de lado de abdomen
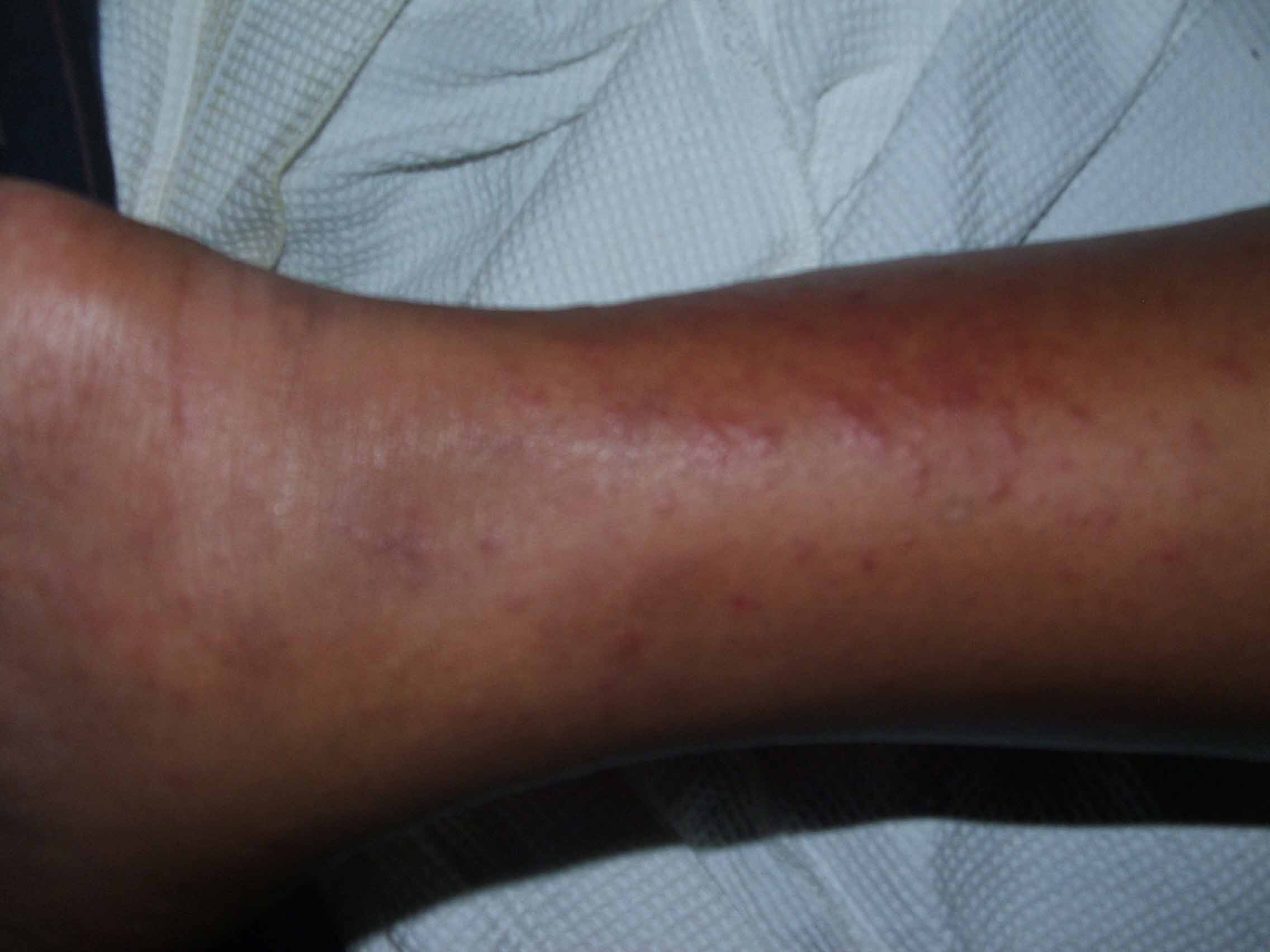
Pies y vista de tobillo